# Número pernicioso
Em teoria dos números, um número pernicioso (em inglês:  pernicious number) é um inteiro positivo onde o peso de Hamming de sua representação binária é um número primo.

## Exemplos
O primeiro número pernicioso é 3, pois 3 = 112 e 1 + 1 = 2, que é primo. O próximo número pernicioso é 5, pois 5 = 1012, seguido por 6, 7 e 9 (sequência A052294 na OEIS).

## Propriedades
- Nenhuma potência de dois é um número pernicioso. Isto é trivialmente verificado, porque potências de dois na forma binária são representadas como um seguido de zeros. Assim, cada potência de dois tem um peso de Hamming um, e um não é considerado um primo.
- Todo número da forma 2n + 1 com n>0, incluindo todo número de Fermat é um número pernicioso. Isto ocorre porque a soma dos dígitos em forma binária é 2, que é um número primo.
- Todo número perfeito par é um número pernicioso. Isto baseia-se  no fato de que todo número perfeito par pode ser representado como 2p−1(2p − 1) sendo p um primo. Devido a esta forma, todo número perfeito par é representado em binário como p dígitos um seguidos por p − 1 dígitos zeros.
- Um número da forma 2p − 1 com primo p é um número pernicioso conhecido como número de Mersenne (embora algumas vezes os números de Mersenne sejam definidos como 2n − 1 para qualquer número natural n).